# 鎮江駅
鎮江駅（ちんこうえき）は中華人民共和国江蘇省鎮江市京口区中山西路に位置する中国国鉄上海鉄路局が管轄する駅である。本駅は滬寧都市間鉄道も停車する。同線には6本の線路と2面のホームが設置されている。。

## 所属路線
- 中国国鉄
  - 京滬線：北京駅より1226km、上海駅まで237km
  - 滬寧都市間鉄道

## 駅構造
京滬線は単式ホーム1面、島式ホーム2面。滬寧都市間鉄道は島式ホーム2面の地上駅である。

## 利用状況
本駅は京滬線の旅客、貨物を扱う一等駅で、2010年4月現在、各種別を含め毎日120本余りの旅客列車が発着する。

## 歴史
- 1908年 - 開業した。[6]
- 1977年12月 - 新しい駅へ移転した[6]。
- 1995年 - 新駅舎を使用開始した[6]。

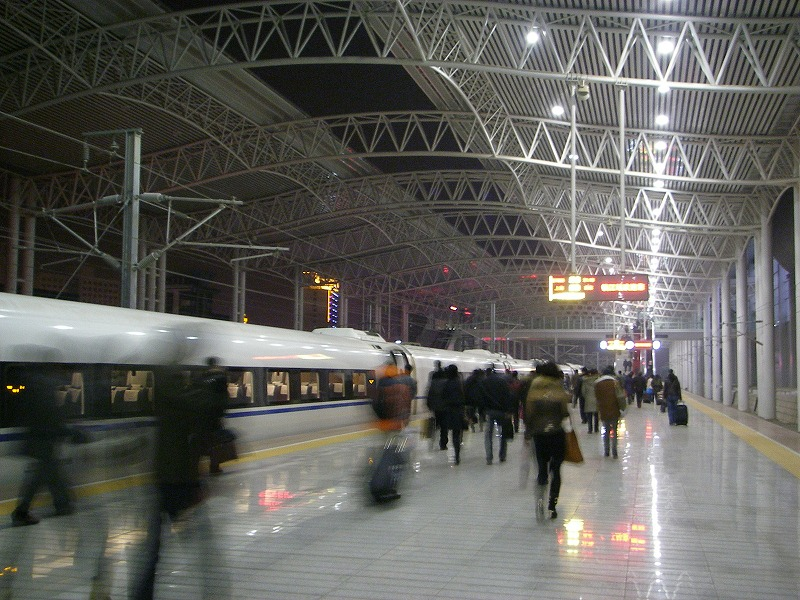
鎮江駅プラットホーム

- 2010年7月1日 - 滬寧都市間鉄道が開業し、同線専用ホームの使用が開始された。

## 隣の駅
中国国鉄
京滬線
六擺渡駅 - 鎮江駅 - 鎮江南駅
滬寧都市間鉄道
宝華山駅 - 下蜀駅（建設中） - 高資南駅（建設中） - 鎮江駅 - 丹徒駅